# Plenum
El plénum (del latín plēnum «completo, lleno») es un espacio cerrado en donde existen aire u otros gases a bajas velocidades y presiones ligeramente superiores a la atmosférica, como resultado de la acción de un ventilador o soplador mecánico. El diseño de esta cámara tiene como resultado que la presión del gas introducido se reparta de igual manera en toda la superficie interna de este.

## Aplicaciones
El plénum se utiliza muy frecuentemente en instalaciones de climatización en los cuales se inyecta aire (pasándose a llamar plénum de inyección). El aire se reparte a todo el interior de dicho volumen, permitiendo que cualquier tipo de salida o arranque desde este espacio se produzcan a una misma presión.
Otra aplicación práctica del plénum es su utilización en los edificios con falso techo en sus plantas. Mediante una inyección de aire exterior en el espacio entre el forjado y el falso techo se consigue una pequeña sobrepresión que evita que el aire caliente que existe en una planta suba hasta dicho espacio y se acumule, provocando con el paso del tiempo una acumulación de aire viciado que da lugar a malos olores, pudiendo incluso generar condensaciones de vapor de agua en algunos lugares cerrados.
Dicha aportación de aire es utilizada por los ventiloconvectores situados en el techo falso para proporcionar aire acondicionado a partir del aire existente en dicho espacio.
También se emplea en el cable coaxial.